# Choghtu Khong Tayiji
Tsoghtu Khong Tayiji, nato Tümengken (mongolo classico: Tümengken čoγtu qong tayiǰi; mongolo moderno: Цогт хунтайж, Tsogt Khun Taij (1581 – 1637), è stato un condottiero mongolo dei Khalkha settentrionali.
Si spostò nell'Amdo (attuale Qinghai) per aiutare la setta Karma Kagyu del Buddhismo tibetano, ma fu sconfitto da Güshi Khan, che sosteneva la setta rivale Gelug.

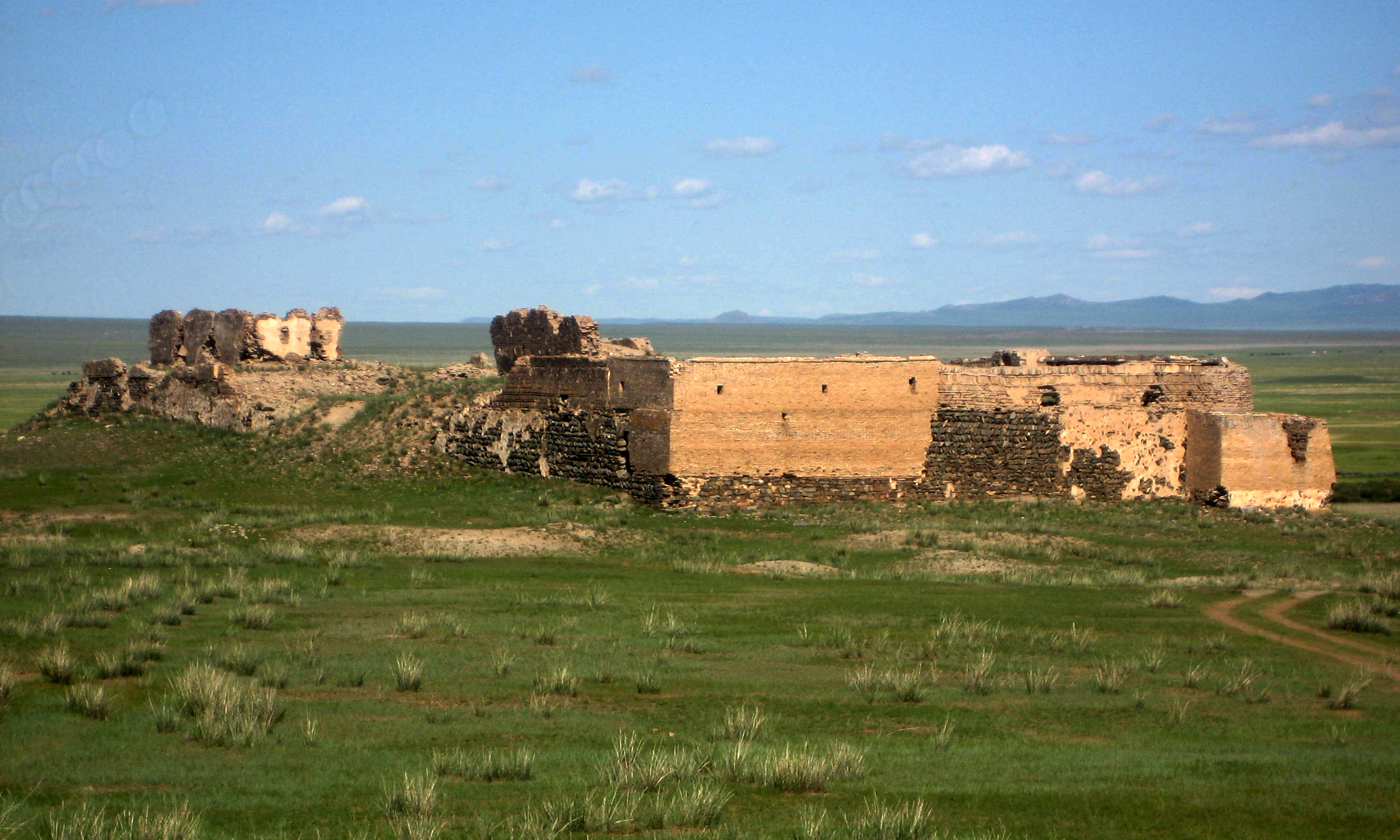
I resti di un castello costruito da Choghtu Khong Tayiji nel 1601, ubicato a Dashinchilen sum nella Provincia di Bulgan

Stabilì una base sul fiume Tuul. Conosciuto come un intellettuale abbracciò la setta Karma e costruì monasteri e castelli.
Si sottomise a Ligdan Khan, l'ultimo gran khan dei Mongoli. Prese parte alla campagna di Ligdan in Tibet per aiutare la setta Karma, andhe Ligdan Khan morì nel 1634 prima di riunirsi insieme. Ma egli continuò la campagna. Nello stesso anno conquistò i Tümed intorno al Kokonor (Lago Qinghai) e spostò là la sua base. Su richiesta di Shamar Rabjampa mandò un esercito sotto la guida di suo figlio Arslan nel Tibet centrale nel 1635. Tuttavia, Arslan attaccò l'esercito del suo alleato del Tsang. Incontrò il V Dalai Lama e rese omaggio ai monasteri Gelugpa invece di distruggerli. Arslan fu infine assassinato su ordine di Tsoghtu.
La setta Gelug chiese aiuto a Törü Bayikhu (Güshi Khan), il capo della tribù hošuud della confederazione oirata. Nel 1636 Törü Bayikhu guidò gli Hošuud e gli Zungari in Tibet. L'anno successivo una guerra decisiva tra Tsoghtu Khong Tayiji e Törü Bayikhu finì con la vittoria di quest'ultimo e l'uccisione di Tsoghtu.
I discendenti di Sutai Yeldeng, il nipote di Tsoghtu, succedettero al jasagh di una bandiera (contea) nella Provincia di Sain Noyon Khan.
La setta Gelug lo ha tradizionalmente dipinto come malvagio. D'altro canto il film mongolo "Tsogt taij" (1945) lo trattò come un eroe nazionale.